# Cooksville
Cooksville es una villa ubicada en el condado de McLean en el estado estadounidense de Illinois. En el Censo de 2010 tenía una población de 182 habitantes y una densidad poblacional de 294,02 personas por km².

## Geografía
Cooksville se encuentra ubicada en las coordenadas 40°32′33″N 88°42′52″O / 40.54250, -88.71444. Según la Oficina del Censo de los Estados Unidos, Cooksville tiene una superficie total de 0.62 km², de la cual 0.62 km² corresponden a tierra firme y (0%) 0 km² es agua.

## Demografía
Según el censo de 2010, había 182 personas residiendo en Cooksville. La densidad de población era de 294,02 hab./km². De los 182 habitantes, Cooksville estaba compuesto por el 97.8% blancos, el 0.55% eran afroamericanos, el 0% eran amerindios, el 0% eran asiáticos, el 0% eran isleños del Pacífico, el 0% eran de otras razas y el 1.65% pertenecían a dos o más razas. Del total de la población el 0.55% eran hispanos o latinos de cualquier raza.